# Outokumpu (bedrijf)
Outokumpu is een Fins bedrijf dat vernoemd is naar de plaats Outokumpu. Het bedrijf is gespecialiseerd in roestvast staal en aanverwante legeringen. Het bedrijf heeft een beursnotering.

## Activiteiten
Outokumpu is een grote producent van roestvast staal. In 2021 bedroeg de omzet 7,7 miljard euro en leverde het bedrijf 2,4 miljoen ton roestvrij staal. Outokumpu is marktleider in Europa en op een na grootste in de Amerikaanse markt. In 2021 werd zo'n 60% van de omzet behaald in Europa en een kwart in Noord- en Zuid-Amerika. Het bedrijf telt drie research centra en per jaar besteed het zo'n 14 miljoen euro aan onderzoek.
De activiteiten zijn onderverdeeld in vier bedrijfsgebieden: Europa, Noord- en Zuid-Amerika, Long Products (verkocht in januari 2023) en Ferrochrome. Er staan fabrieken in Finland, Duitsland, Zweden, het Verenigd Koninkrijk, de Verenigde Staten en Mexico. Outokumpu Ferrochrome is de eigenaar van een chromietmijn in Kemi, Finland, die voor een belangrijk deel in de eigen behoefte voorziet van deze belangrijkste grondstof. Verder maakt het veel gebruik van gerecycled staal, ofwel 85% van de productie is gemaakt van dit materieel. Om het gerecycleerde staal te smelten wordt het verwarmd tot meer dan 1400°C. Hierbij wordt gebruik gemaakt van vlamboogovens. Per ton roestvast staal wordt zo'n 10 gigajoule aan energie verbruikt waarvan meer dan de helft in de vorm van elektriciteit. Energiekosten maakten in 2022 zo'n 20% van de totale kosten uit, grond- en hulpstoffen zijn met een aandeel van 60% in de totale kosten van nog groter belang.
In de BeNeLux heeft Outokumpu vestigingen in twee gemeenten:
- In Westdorpe, gemeente Terneuzen, bevindt zich een productielijn waar per schip uit Tornio aangevoerde rollen roestvast staal op maat worden geknipt en daarna verder naar klanten worden vervoerd. Ook dient Westdorpe als overslaghaven voor eindproducten van Outokumpu. Verder is het een verzamelpunt van grondstoffen en andere materialen die voor Tornio bestemd zijn.
- in Helmond bevindt zich de verkooporganisatie.

De aandelen van Outokumpu staan genoteerd op Effectenbeurs van Helsinki. De grootste aandeelhouder is de Finse staat die, indirect via Solidium Oy, een belang van 15,5% heeft per 31 december 2022.

### Resultaten
In de onderstaande tabel zijn de resultaten van Outokumpu opgenomen vanaf 2004. Opvallend zijn de sterke variaties van de resultaten jaar op jaar. In 2009 leed het bedrijf een extreem hoog verlies als gevolg van de kredietcrisis en de daarmee samenhangende daling van de economische activiteiten wereldwijd. De omzet halveerde waardoor ook het bedrijfsresultaat en nettowinst fors onder druk kwamen te staan. In de cijfers van 2013 is het effect van de overname van Inoxum duidelijk zichtbaar.
| Jaar | Omzet       | Bedrijfs- resultaat | Netto- resultaat | Werknemers |
| Jaar | (× miljoen) | (× miljoen)         | (× miljoen)      | Werknemers |
| ---- | ----------- | ------------------- | ---------------- | ---------- |
| 2004 | € 5122      | € 436               | € 386            | 11.787     |
| 2005 | € 6246      | € 57                | € −363           | 9579       |
| 2006 | € 6246      | € 821               | € 963            | 8720       |
| 2007 | € 7003      | € 591               | € 641            | 8433       |
| 2008 | € 5533      | € −68               | € −189           | 8717       |
| 2009 | € 2641      | € −441              | € −336           | 8091       |
| 2010 | € 4229      | € −83               | € −124           | 8475       |
| 2011 | € 5009      | € −260              | € −186           | 8651       |
| 2012 | € 4538      | € −385              | € −535           | 7853       |
| 2013 | € 6745      | € −510              | € −1003          | 13.150     |
| 2014 | € 6844      | € −243              | € −439           | 12.540     |
| 2015 | € 6384      | € 228               | € 86             | 11.002     |
| 2016 | € 5690      | € 103               | € 144            | 10.600     |
| 2017 | € 6363      | € 445               | € 392            | 10.141     |
| 2018 | € 6872      | € 280               | € 130            | 10.449     |
| 2019 | € 6403      | € 33                | € −75            | 10.390     |
| 2020 | € 5639      | € −55               | € −116           | 9.915      |
| 2021 | € 7709      | € 705               | € 553            | 9.395      |
| 2022 | € 9494      | € 992               | € 1086           | 8.591      |
| 2023 | € 6961      | € −100              | € −111           | 8.750      |

## Geschiedenis

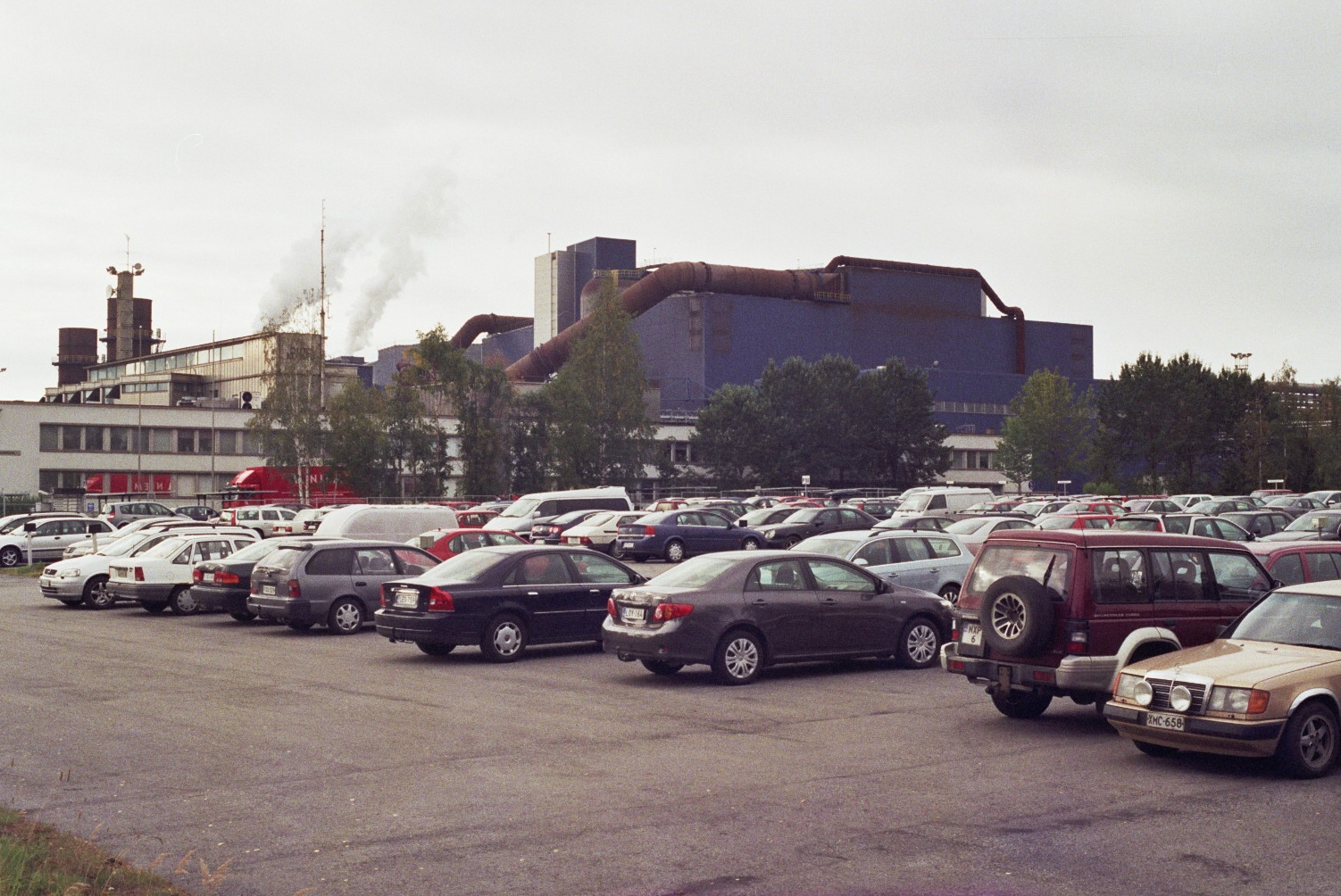
Staalfabriek van Outokumpu in 2008

In 1910 werd te Outokumpu een koperafzetting ontdekt. De naam Outokumpu betekent: "merkwaardige heuvel" en het was juist deze heuvel die de aandacht van de geologen trok. Aldus ontstond een mijnindustrie die pas in 1924 vorderingen maakte, toen de Finse staat de enige eigenaar van de afzetting werd. Weliswaar bestond er sinds 1913 een eenvoudige kopersmelter, pas in 1928 kwam er een moderne installatie en werd massaproductie gerealiseerd van ruw koper. In 1932 werd Outokumpu een staatsbedrijf.
In 1935 startte een elektrische kopersmelter in Imatra, toen de grootste ter wereld, en vervolgens werd een fabriek voor halffabricaten in Pori geopend. Toen de Sovjets in 1939 Finland binnenvielen werd de fabriek te Imatra verplaatst naar Harjavalta.
In de jaren 50 en 60 van de 20e eeuw werden in Finland ook mijnen voor zink- en nikkelerts geopend. Outokumpu werd een bedrijf dat meerdere metalen en ook legeringen ging produceren en verwerken. Het gehalte en de samenstelling van het erts waren problematisch, hetgeen nieuwe raffinagetechnieken vergde. In Harjavalta werd een nikkelraffinaderij en in Kokkola een zink- en kobaltraffinaderij gebouwd. In 1960 werd ook een chroomertsafzetting te Kemi in exploitatie genomen en aldus werd men actief in het roestvast staal. In 1976 werd een walsbedrijf voor roestvast staal te Tornio in Finland in gebruik genomen. De aanvankelijke capaciteit van 50 kton/jaar werd geleidelijk uitgebreid tot 1650 kton/jaar. Toen de Finse mijnen geleidelijk uitgeput begonnen te raken, ging Outokumpu ook in Zweden en Ierland investeren. Omstreeks het jaar 2000 werkten er 2100 mensen. De onderneming was ondertussen internationaal gaan opereren. In Nederland had het sinds 1997 te Zutphen (stad) Outokumpu Copper Strip, dat giet- en walsmessing als halffabricaat in de vorm van dunne band fabriceerde.

### 21e eeuw
De roestvast staal onderneming Avesta Sheffield AB, nog voor 51% in handen van Corus, werd op 22 januari 2001 samengevoegd met die van Outokumpu. De nieuwe onderneming ging verder onder de naam AvestaPolarit. Outokumpu kreeg een meerderheidsbelang van 55%. Voor deze transactie had Corus een belang van 51% in Avesta Sheffield en na de transactie een belang van 23% in de AvestaPolarit. AvestaPolarit was nummer twee, na ThyssenKrupp Stainless, op het gebied van roestvast staal wereldwijd met een marktaandeel van zo'n 8%. De combinatie had een jaaromzet van ruim € 3 miljard. Het bedrijf telde 8.900 werknemers en de belangrijkste productielocaties waren in Zweden, Finland, het Verenigd Koninkrijk en de Verenigde Staten. Op 1 juli 2002 kocht Outokumpu het resterende belang van Corus in AvestaPolarit. 
In augustus 2004 besloot het management zich volledig te richten op roestvast staal, waarbij de nikkel- en kopermijnen werden afgestoten. De koperactiviteiten maakte ongeveer een derde van de totale omzet uit van het bedrijf in 2004. Zo sloot men in 2004 de 1 jaar eerder overgenomen fabriek voor de productie van koperen buizen in Waalwijk, waar negentig werknemers ongeveer 13.000 ton koperen buizen per jaar produceerden. Medio 2005 werd een groot deel hiervan verkocht aan Nordic Capital. Nordic Capital nam op dat moment 6400 werknemers over en activiteiten met een omzet van ongeveer € 1,7 miljard. In 2010 werkten er 7900 mensen in 30 landen bij Outokumpu.
Outokumpu, met een jaarlijkse consumptie van circa 2,4 TWh elektriciteit in 2010 de grootste individuele stroomverbruiker in Finland, had het verbruik in 2020 bijna verdubbeld als gevolg van een sterke uitbreiding van de productiecapaciteit van ferrochroom in Tornio in de tussenliggende jaren.
In januari 2012 besloot ThyssenKrupp de roestvast staaldivisie Inoxum aan Outokumpu te verkopen. De combinatie wordt marktleider in Europa. ThyssenKrupp trekt zich niet helemaal terug, het houdt een aandelenbelang van 29,9% in de nieuwe combinatie. Had de combinatie per 30 september 2011 bestaan, dan zou de jaaromzet € 11,8 miljard zijn geweest, telde het ongeveer 19.000 werknemers en had het een wereldwijd marktaandeel van 14%. De samenvoeging van activiteiten zal leiden tot synergievoordelen ter waarde van € 225-250 miljoen. 
Op 7 november 2012 verleende de Europese Commissie (EC) toestemming voor de overname. Na de samenvoeging ontstaat een belangrijke speler in de Europese markt die driemaal groter is dan nummer twee, Aperam, en vijfmaal groter dan het Spaanse Acerinox, de nummer drie in Europa. Ondanks dat veel roestvast staal wordt ingevoerd van buiten de Europese Unie, gaf de EC alleen toestemming onder de voorwaarde dat de activiteiten van Inoxum in Terni en diverse distributiecentra worden verkocht. Begin 2014 nam ThyssenKrupp de Italiaanse fabriek weer terug. Het VDM-onderdeel maakt ook onderdeel van deze transactie en het Duitse staalbedrijf betaald hiervoor in totaal € 1,27 miljard. Outokumpu heeft per eind 2013 de smelter in Krefeld gesloten, hierbij zijn ongeveer 100 banen verloren gegaan. Medio 2015 werd een vergelijkbare faciliteit in Bochum gesloten.
In juni 2022 werd het servicecentrum in Aalten verkocht aan Roba Holding. Outokumpu blijft deze vestiging wel van roestvast staal voorzien. Een maand later werd de verkoop van het bedrijfsonderdeel Long Products aangekondigd. Outokumpu gaat het grootste deel van deze activiteit verkopen aan de Marcegaglia Steel Group. Dit onderdeel had een aandeel van 8% in de totale omzet van 2021 en zo'n 650 medewerkers gaan over naar de nieuwe eigenaar. Op 3 januari 2023 werd de transactie afgerond. 